# タヴィストック広場
座標: 北緯51度31分30秒 西経0度7分44秒 / 北緯51.52500度 西経0.12889度

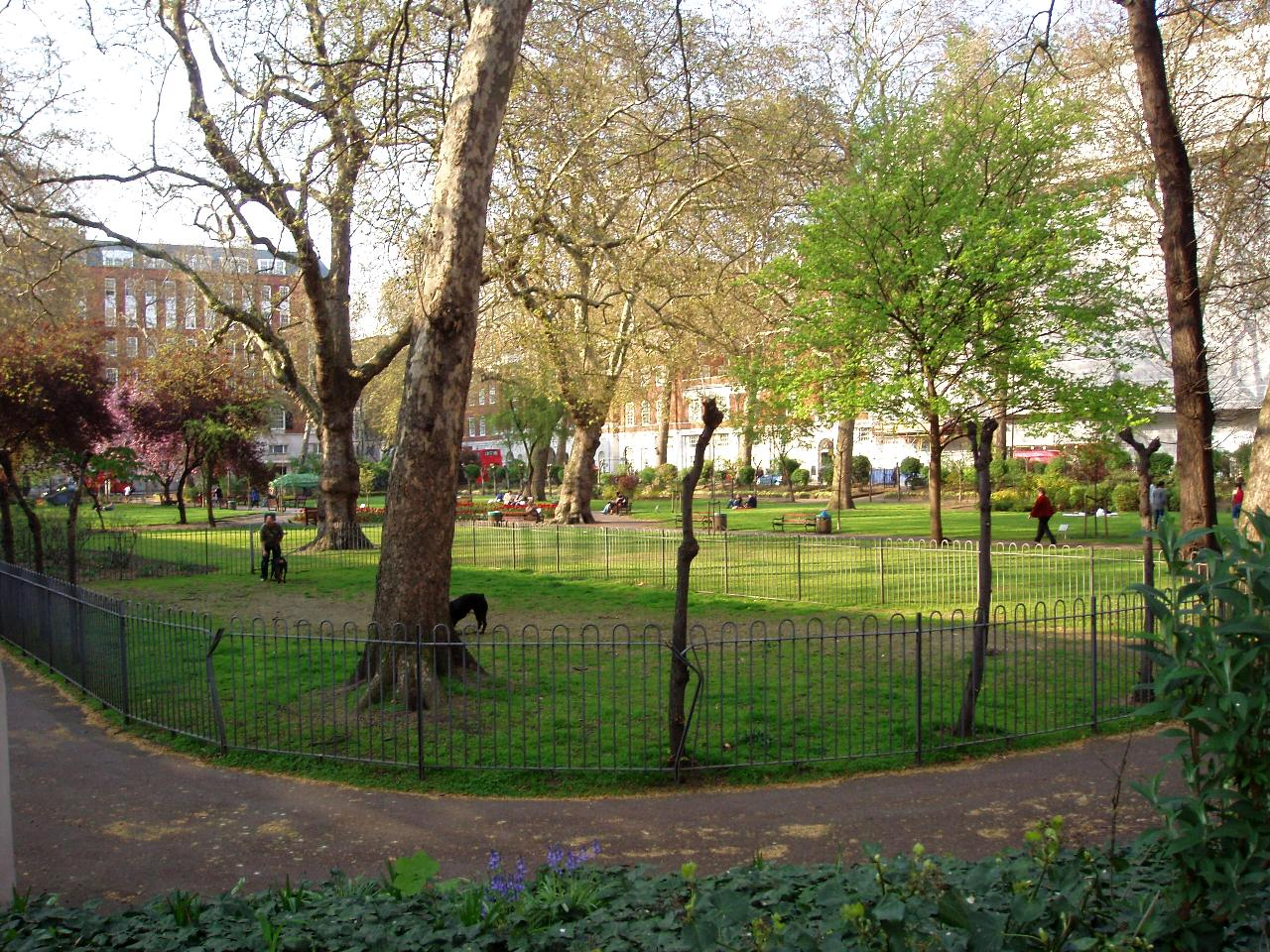
タヴィストック・スクウェア

タヴィストック広場（タヴィストック・スクウェア、Tavistock Square）とはロンドン、 ブルームズベリーにある公園 、広場である。1980年代に建築家トマス・キュービット(Thomas Cubitt)より作られた。1968年に設置されたマハトマ・ガンディーなど著名人の彫像がある。1995年に良心的戦争・徴兵拒否者の記念碑ができた。また、ここにある桜の木は広島の犠牲者のために1967年に植えられた。ロンドン地下鉄の最寄り駅はユーストン・スクウェア駅またはラッセル・スクウェア駅。
周辺にはかつてはタヴィストック・クリニック、現在は英国医師協会(BMA)、英国大学協会(UUK)や、ロンドン大学の施設などの学術施設、そしてホテルが建ち並んでいる。近くにはロンドン・ユダヤ博物館がある。

## ギャラリー

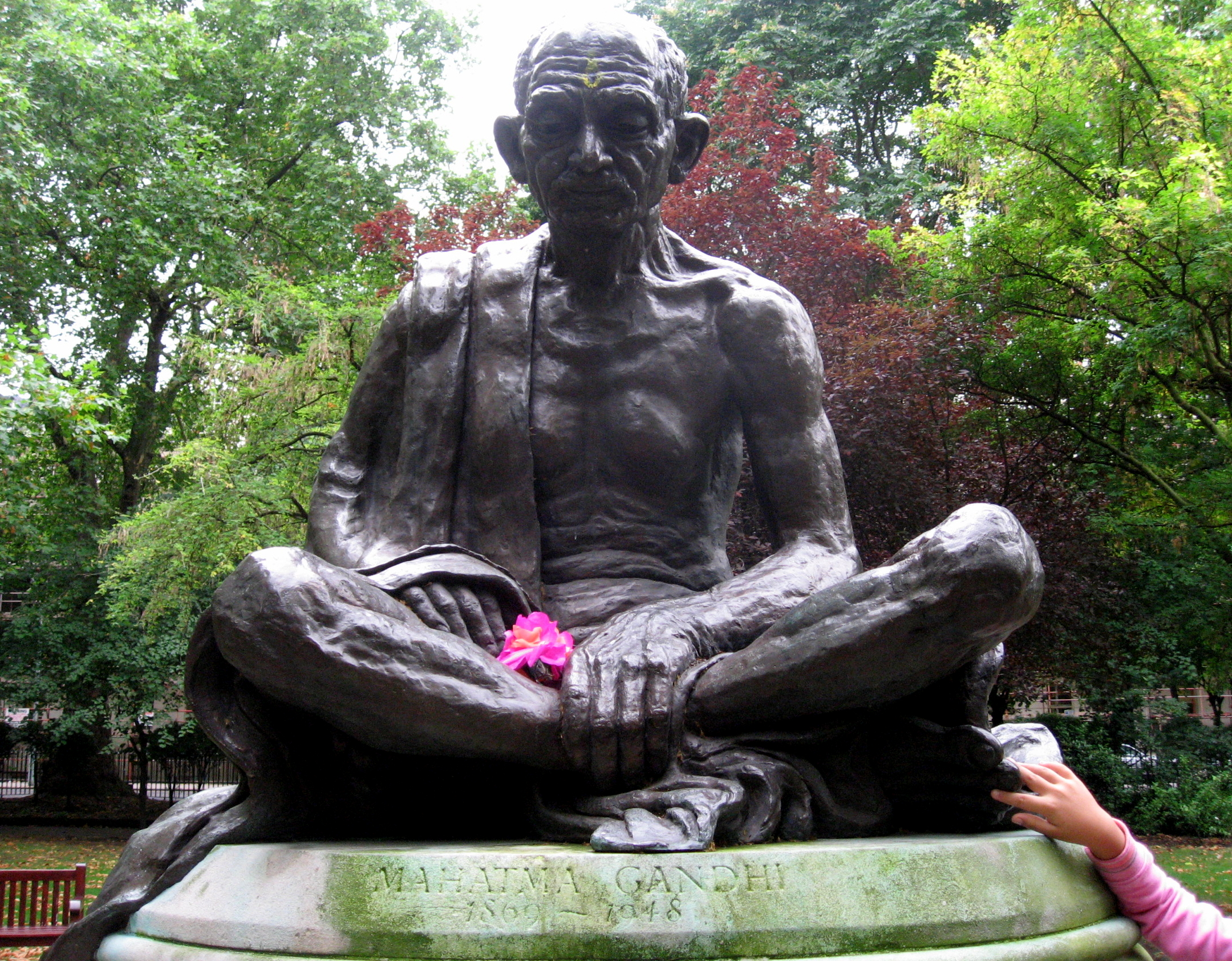
広場中央のガンジー像
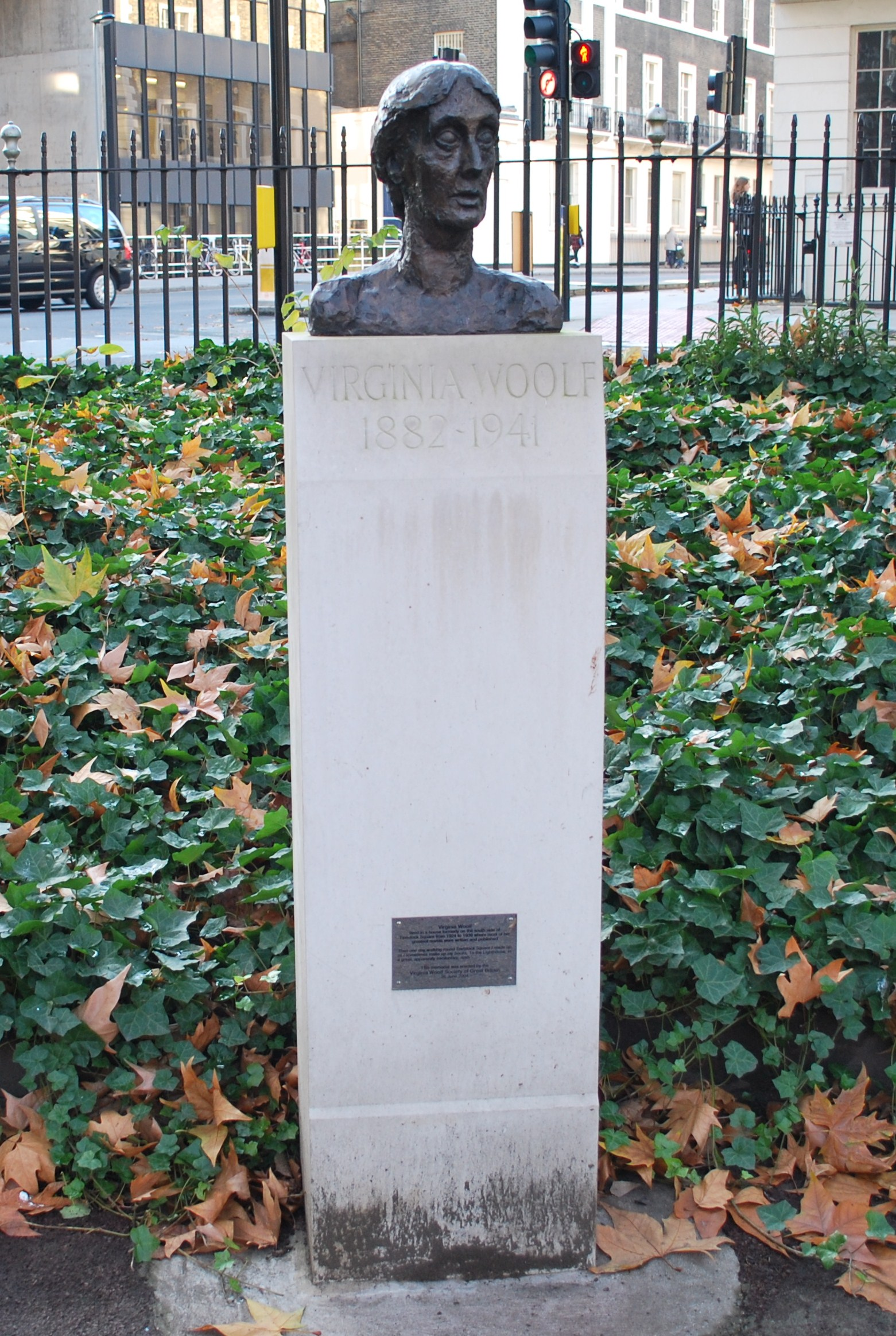
ヴァージニア・ウルフ像
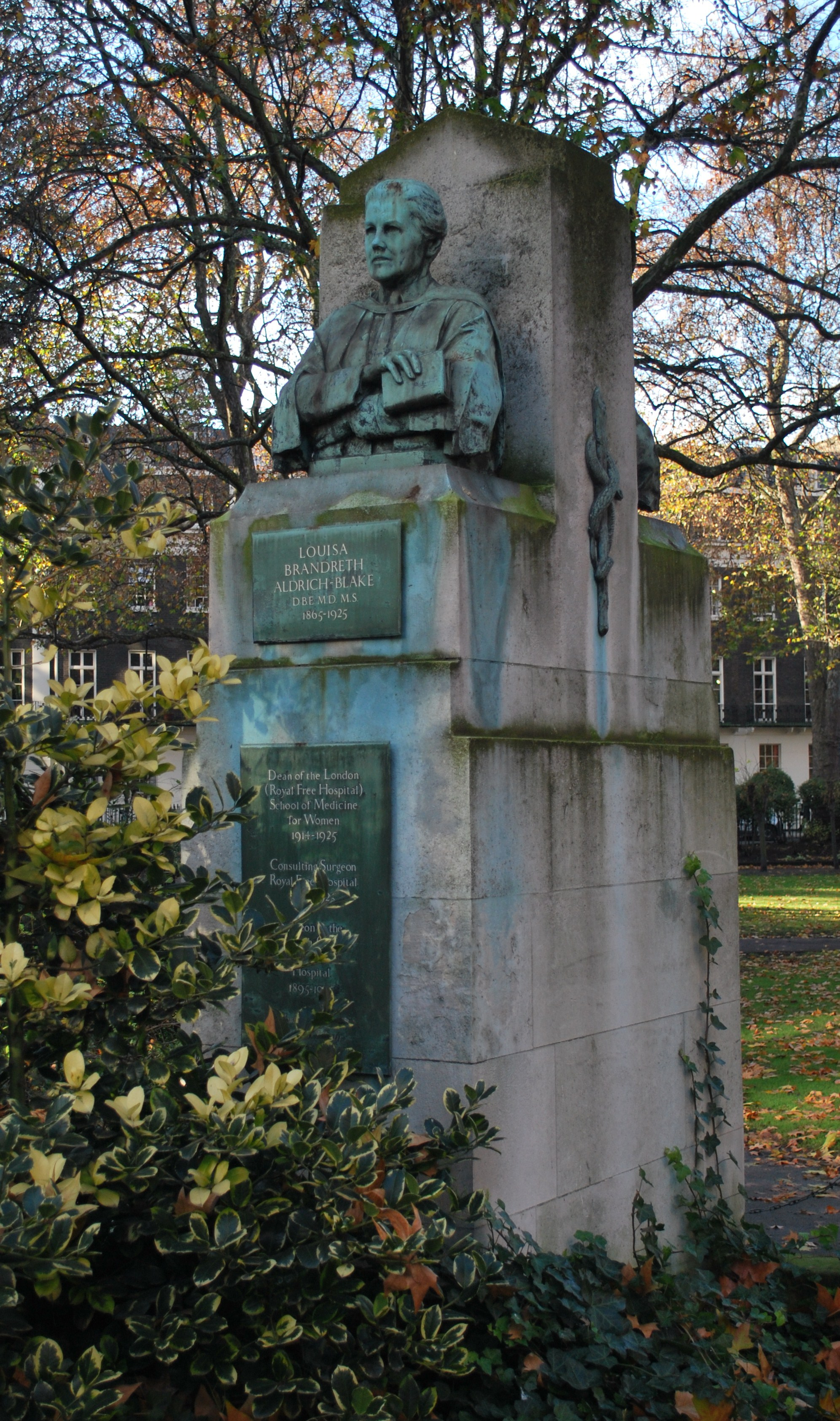
Louisa Aldrich-Blake像